# Endecagono

Endecagono regolare

Un endecagono è un poligono con 11 lati e 11 angoli. Gli angoli interni di un endecagono regolare misurano circa 147,27°. L'area di un endecagono regolare con lato lungo a è data da
{\displaystyle A={\frac {11}{4}}a^{2}\cot {\frac {\pi }{11}}} {\displaystyle \simeq 9,36564a^{2}.}

## Costruzione e perimetro
Un endecagono regolare non può essere costruito in modo esatto con l'uso di soli riga e compasso. Qui sotto ne è mostrata una costruzione che fornisce un'ottima approssimazione (circa un centesimo di grado sull'angolo al centro):
Se si vuole trovare il perimetro di un endecagono regolare si moltiplica un suo lato per 11
P = a × 11